# Yemisi Aribisala
Yemisi Aribisala (Nigeria, 27 de abril de 1973) es una ensayista, pintora y escritora nigeriana especializada en gastronomía y memorias. Ha sido descrita como una «voz valiente, ingeniosa y sin remordimientos». Su trabajo ha sido publicado en el The New Yorker, Vogue, Chimurenga, Popula, Google Arts & Culture, The Johannesburg Review of Books, Critical Muslim 26: Gastronomy, Sandwich Magazine (The African Scramble), The Guardian, Aké Review, Olongo Africa..
Es reconocida por su trabajo alrededor de la comida nigeriana como punto de entrada al pensamiento y entendimiento de su cultura y sociedad. Su primer libro, Longthroat Memoirs: Soups, Sex, and the Nigerian Taste Buds, ganó el John Avery Prize del André Simon Book Awards 2016. Su trabajo también aparece en New Daughters of Africa: An International Anthology of Writing by Women of African Descent (editado por Margaret Busby); In the Kitchen: Essays on Food and Life, y The Best American Food Writing 2019 (editado por Samin Nosrat).
Vive en Londres, Reino Unido.

## Educación
Aribisala asistió a la Universidad de Wolverhampton, Inglaterra, donde obtuvo su licenciatura en Derecho en 1995. Posteriormente obtuvo un máster en Aspectos Legales de Asuntos Marítimos y Transporte Internacional por la Universidad de Gales, Cardiff, en 1997.

## Escritura
Fue la editora fundadora de la pionera publicación literaria y cultural nigeriana Revista Farafina.
Desde 2009 hasta 2011, fue la columnista gastronómica en la ahora desaparecida pero pionera 234Next, donde recibió por primera vez atención bajo el nombre de "Yẹ́misí Ogbe". Contribuye regularmente a publicaciones literarias, incluyendo la revista cultural Chimurenga Chronicle

### Longthroat Memoirs
El 31 de octubre de 2016, el primer libro de ensayos de Aribisala fue publicado en Nigeria por Cassava Republic Press. Se tituló Longthroat Memoirs: Soups, Sex, and the Nigerian Taste Buds, una colección de ensayos que exploran «la política cultural y erótica de la cocina nigeriana»". Ha sido bien recibido, siendo preseleccionado para un André Simon Food and Drink Book Award y ganando el John Avery Award.
De su obra se ha sido dicho: «es difícil de traducir los sentidos a través de palabras, pero Aribisala logra comunicar el gusto, los estímulos y los aromas de varias especias africanas e ingredientes maravillosamente.» El libro ha sido descrito como «parte recetario, parte historia cultural, parte guía de viaje, y parte confesionario íntimo; es tan complejo y misterioso como cada una de las sopas de Nigeria que Aribisala describe tan evocativamente en sus páginas» y un trabajo «que lleva el peso de muchísima carga cultural y literaria, y que se las arregla para componerlo con gracia y estilo.» «Se ha unido a pensadores como Chinua Achebe a la hora de rehusar el estereotipo del escritor africano como mero storyteller (contador de historias), y no como un pensador.»
Ha sido comparada con escritores como Aminatta Forna y Binyavanga Wainaina que «juegan con la ontología de las memorias africanas del siglo XXI, y oscilan entre lo profundamente personal y lo claramente político»; un libro que es una «evaluación deliciosa de la política cultural y el erotismo de la cocina nigeriana». Las páginas [de su libro] cantan con su prosa inteligente, hermosa y mirada afilada. Es una obra «repleta de picante, salpicada de humor e insinuaciones sexuales, sus memorias evocan fantasías que solo pueden satisfacerse leyendo otro capítulo.»

## Premios y reconocimientos
En enero de 2017, el primer libro de Aribisala Longthroat Memoirs ganó John Avery Prize en los André Simon Book Awards 2016. En marzo de 2017, Aribisala fue catalogada como una de las 100 mujeres inspiradoras en Nigeria en 2017.
El 13 de febrero de 2018, Longthroat Memoirs: Soups Sex & Nigerian Taste Buds fue nominada al 2018 Art of Eating Prize.
En mayo de 2018, el libro ganó el segundo puesto en la categoría de Best in the World in African Cuisine en los Gourmand World Cookbook Awards.
- "Boy in a Gèlè" (febrero de 2021),[21] in OlongoAfrica
- The Beauty and Burden of Being a Nigerian Bride (septiembre de 2019),[22] en The New Yorker
- "The Girls Who Fainted at the Sight of an Egg" (enero de 2018),[23] en The New Yorker
- "Sister Outsider" (April 2016),[24] at The Chimurenga Chronic
- "Nigeria's New Feminism – Say-You-Are-One-Of-Us-Or-Else" (octubre de 2016),[25] en KTravula
- "Mother Hunger" (noviembre de 2015),[26] on Medium
- "Fish Soup as Love Potions" (marzo de 2013),[27] en The Chimurenga Chronic
- "Nollywood Kiss"[28] (2011) en The Chimurenga Chronic
- "Giving It All Away in English" (marzo de 2015)[29] en The Chimurenga Chronic
- "High Heeled Fork" (diciembre de 2015)[30] en Medium
- "Birthing The American" (diciembre de 2013),[31] at The Chimurenga Chronic
- "Nigeria's Superstar Men of God" (abril de 2013)[32] en The Chimurenga Chronic
- "Nigeria and a Culture of Disrespect" (agosto, 2012),[33] en Ikhide Ikheloa's blog.
- "That Guy No Be Ordinary" (abril de 2016),[34] en Chimurenga Chronic.